# Jakub Holúbek
Jakub Holúbek (Trenčín, 12 gennaio 1991) è un calciatore slovacco, difensore o centrocampista dell'AS Trenčín.

## Caratteristiche tecniche
È un esterno d'attacco sinistro.

## Carriera

### Club
Ha giocato nella prima divisione slovacca ed in quella polacca.

### Nazionale
Ha giocato nella nazionale slovacca Under-21.
Esordisce l'8 ottobre 2016 contro la Slovenia (1-0), partita valida per le qualificazioni a Euro 2016, manifestazione alla quale non prende parte.

## Palmarès

### Club

#### Competizioni nazionali
- Campionato slovacco: 2

AS Trenčín: 2014-2015
Žilina: 2016-2017